# Poetry Society (Inde)
Pour les articles homonymes, voir Poetry Society.
 (février 2022).
La mise en forme du texte ne suit pas les recommandations de Wikipédia : il faut le « wikifier ».
Les points d'amélioration suivants sont les cas les plus fréquents :
- Les titres sont pré-formatés par le logiciel. Ils ne sont ni en capitales, ni en gras.
- Le texte ne doit pas être écrit en capitales (les noms de famille non plus), ni en gras, ni en italique, ni en « petit »…
- Le gras n'est utilisé que pour surligner le titre de l'article dans l'introduction, une seule fois.
- L'italique est rarement utilisé : mots en langue étrangère, titres d'œuvres, noms de bateaux, etc.
- Les citations ne sont pas en italique mais en corps de texte normal. Elles sont entourées par des guillemets français : « et ».
- Les listes à puces sont à éviter, des paragraphes rédigés étant largement préférés. Les tableaux sont à réserver à la présentation de données structurées (résultats, etc.).
- Les appels de note de bas de page (petits chiffres en exposant, introduits par l'outil «  Source ») sont à placer entre la fin de phrase et le point final[comme ça].
- Les liens internes (vers d'autres articles de Wikipédia) sont à choisir avec parcimonie. Créez des liens vers des articles approfondissant le sujet. Les termes génériques sans rapport avec le sujet sont à éviter, ainsi que les répétitions de liens vers un même terme.
- Les liens externes sont à placer uniquement dans une section « Liens externes », à la fin de l'article. Ces liens sont à choisir avec parcimonie suivant les règles définies. Si un lien sert de source à l'article, son insertion dans le texte est à faire par les notes de bas de page.
- La présentation des références doit suivre les conventions bibliographiques. Il est recommandé d'utiliser les modèles {{Ouvrage}}, {{Chapitre}}, {{Article}}, {{Lien web}} et/ou {{Bibliographie}}. Le mode d'édition visuel peut mettre en forme automatiquement les références.
- Insérer une infobox (cadre d'informations à droite) n'est pas obligatoire pour parachever la mise en page.

Pour une aide détaillée, merci de consulter Aide:Wikification.
Si vous pensez que ces points ont été résolus, vous pouvez retirer ce bandeau et améliorer la mise en forme d'un autre article.
La Poetry Society (India) est une organisation bénévole des poètes en Inde, dont le siège est à New Delhi. Elle est fondée en 1984 par les poètes indiens H. K. Kaul, J. P. Das (en) et Keshav Malik (en) Elle organise des ateliers de poésie, publie des revues de poésie, organise concours de poésie dans toute l’Inde, et fournit une assistance aux poètes en difficulté,.

## Revue de poésie
La Poetry Society publie une revue de poésie semestrielle.

## Concours de poésie
L’événement phare de l’organisation est ses concours de poésie panindiens. Des lauréats et leurs poèmes gagnant pour différentes années sont les suivants :
- 1988 : Vijay Nambisan (en) pour Madras Central
- 1990 : Rukmini Bhaya Nair (en) pour Kali
- 1991 : Rajlukshmee Debee Bhattacharya (en) pour Punarnava
- 1993 : Shampa Sinha (en) pour Siesta, et Tarun Cherian (en) pour A Writer’s Prayer
- 1994 : Anju Makhija (en) pour A Farmer’s Ghost
- 1995 : Tabish Khair (en) pour Birds of North Europe et Gopi Kottoor (en) pour Coffin Maker
- 1997 : Ranjit Hoskote (en) pour Portrait of a Lady et Gopi Kottoor pour Digging
- 2000 : Shahnaz Habib (en) pour Hypocrisy and the Cheekbone et Revathy Gopal pour I Would Know You Anywhere
- 2013 : Mathew John (en) pour Another Letter from Another Father to Another Son et Tapan Kumar Pradhan (en) pour The Buddha Smiled
- 2015 : Sukanya Shaji pour Pilgrimage
- 2019 : Gopi Kottoor (en) pour The Painter of Evenings

(Note : il n’y a pas eu de concours entre 2000 et 2013)